# Dave Casper
Dave Casper é um ex-jogador profissional de futebol americano estadunidense

## Carreira
Dave Casper foi campeão da temporada de 1976 da National Football League jogando pelo Oakland Raiders.